# Ciné-Archives
 (février 2017).
Ciné-Archives est une association loi de 1901 créée en 1998, dont la mission est de conserver et valoriser le patrimoine audiovisuel du Parti communiste français et du mouvement ouvrier.

## Fonds d'archives
Au début des années 1930, plusieurs composantes du mouvement ouvrier (Parti communiste, CGT, Secours populaire, mais aussi des municipalités ouvrières) se lancent dans la production et la distribution de films, destinés à alerter et convaincre l'opinion. Cette production cinématographique militante prend véritablement son essor pendant le Front populaire, quand l'afflux d'adhésions amène à la fois des liquidités pour financer les films, et un vivier de professionnels du cinéma prêts à travailler bénévolement pour leur parti ou leur syndicat (à l'instar d'Henri Alekan, Jean-Paul Le Chanois, Jacques Becker, et de très nombreux techniciens du film). Plusieurs structures comme Ciné-Liberté et Les Films Populaires œuvrent ainsi de 1936 à 1939 pour produire et assurer la diffusion de ces films dans les ciné-clubs et circuits militants, notamment à La Bellevilloise. Le film le plus emblématique de cette première époque est sans doute La Vie est à nous, œuvre réalisée collectivement sous la direction de Jean Renoir pour appuyer la campagne électorale du PCF aux élections législatives de 1936,.
Après-guerre, de nouvelles structures voient le jour : la Coopérative de Production et de Distribution de Film (CPDF) et Procinex notamment. Une nouvelle génération de cinéastes et monteurs prend la relève ; les débutants Robert Ménégoz, René Vautier, Raymond Vogel côtoient des réalisateurs plus installés comme Louis Daquin, figure officielle de ce cinéma "de Parti".
Après un creux dans les années 1960, la production de films communistes trouve un nouveau souffle avec l'émergence après 1968 de Dynadia, puis en 1971 d'Uni/Ci/té, société de production audiovisuelle du PCF jusque dans les années 1980. On trouve parmi les acteurs de ce nouvel âge du cinéma communiste Marcel Trillat, Paul Seban, Jean-Patrick Lebel, Bruno Muel, Jean-André Fieschi, Bernard Eisenschitz, Miroslav Sebestik, Jacques Bidou....
À partir des années 1980, la nature même des films produits par le PCF change : il ne s'agit plus de films conçus pour des projections, mais plutôt de reportages destinés à la télévision (comme les cases consacrées aux formations politiques, Tribune Libre et Expression directe). Aujourd'hui, le secteur Communication du PCF continue de tourner des vidéos, destinées à être diffusées sur Internet.
Le fonds est enrichi régulièrement par les dépôts de cinéastes amateurs. Ciné-Archives fait partie du réseau Inédits, qui regroupe les cinémathèques européennes conservant des films amateurs.

## Activité
Au sein d'Uni/Ci/té voit le jour un secteur Archives, animé par Claude Thiébaut. C'est lui qui entreprend d'inventorier les films produits par les différentes composantes du mouvement ouvrier depuis les années 1930, éparpillées dans divers entrepôts et laboratoires. Dans les années 1980, Claude Thiébaut fonde sa propre société, Zoobabel, pour poursuivre le travail de redécouverte de cette filmographie.
Depuis 1998, l'association Ciné-Archives a pris le relais de cette activité, et met à disposition du public, des chercheurs et des documentaristes son fonds d'archives audiovisuelles. Des partenariats sont noués avec le Centre National du Cinéma (direction du Patrimoine) pour la sauvegarde et la restauration des films nitrates, avec les Archives départementales de la Seine-Saint-Denis pour la conservation des supports argentiques, vidéos et numériques. Les films sont visibles sur le site Internet de l'association, mais aussi dans différents lieux partenaires comme les Archives Départementales de la Seine-Saint-Denis, la BNF ou le Forum des Images.
En 2015, Ciné-Archives édite avec la coopérative audiovisuelle Les Mutins de Pangée un livre-DVD autour du cinéma produit par le journal l'Humanité. : La Terre Fleurira, 50 ans de cinéma du journal l'Humanité.
En 2016, le coffret sur l'histoire du cinéma militant du Front populaire, comprenant 3 DVD, La Vie est à nous, Le Temps des cerises et autres films du Front populaire, reçoit le prix curiosité 2016 (catégorie DVD / Blu-Ray) par le Syndicat Français de la Critique de Cinéma.

## Filmographie sélective
- 1936 : La Vie est à nous (Réalisation collective, sous la direction de Jean Renoir)
- 1936 : Grèves d'occupations (Réalisation collective)
- 1937 : Le Temps des cerises (Jean-Paul Le Chanois)
- 1938 : La Grande Espérance (Jacques Becker)
- 1938 : Les Bâtisseurs (Jean Esptein)
- 1938 : Sur les routes d'acier (Boris Peskine)
- 1938 : Les Métallos (Jacques Lemare)
- 1946 : Les Lendemains qui chantent (Louis Daquin)
- 1947 : A la conquête du bonheur (Marc Maurette)
- 1948 : La Grande Lutte des mineurs (Réalisation collective, attribuée à Louis Daquin)
- 1949 : L'Homme que nous aimons le plus (Réalisation collective, attribuée à Victoria Mercanton)
- 1950 : Les Américains en Amérique (Raymond Vogel)
- 1951 : Terre tunisienne (Jean-Jacques Sirkis, Raymond Vogel)
- 1951 : Le Choix le plus simple (Henri Aisner)
- 1951 : Vivent les dockers (Robert Ménégoz)
- 1951 : Mon ami Pierre (Pierre Neurisse)
- 1953 : Ma Jeannette et mes copains (Robert Ménégoz)
- 1954 : La Terre fleurira (Henri Aisner)
- 1963 : La Grande Grève des mineurs (Louis Daquin)
- 1967 : Ce jour-là, 26 novembre 1967 (Marcel Trillat, Jacques Krier)
- 1970 : Les Immigrés en France - Le logement (Robert Bozzi)
- 1970 : Pourquoi la grève (Paul Seban)
- 1972 : Vivre mieux, changer la vie (Jean-Patrick Lebel)
- 1973 : Bagnolet, carrefour de l'Est parisien (Miroslav Sebestik)
- 1975 : Guerre du peuple en Angola (Bruno Muel, Marcel Trillat)